# Giovanni Nuvoli
Giovanni Nuvoli (né à Alghero le 15 décembre 1953 où il est mort le 23 juillet 2007) est un ancien arbitre de football italien qui souffrait de sclérose latérale amyotrophique depuis 2001.

## Biographie
Avec l'aide de l'Associazione Luca Coscioni, il s'est battu pour son droit à mourir mais sa tentative d'euthanasie a été bloquée par les autorités le 13 février 2007. Il entame alors une grève de la faim le 16 juillet 2007 et est ensuite décédé le 23 juillet. L'affaire a suscité la polémique en Italie, notamment en raison de sa ressemblance avec celle de Piergiorgio Welby.